# باسم عيسى
أبو عماد باسم صُبحي عيسَى قائدُ لواء غزة السابق ضمن كتائب الشهيد عز الدين القسام. اُستُشهد في معركة سيف القدس في آخر رمضان من عام 1442هـ (12 مايو 2021) إلى جانب ثمانية عشر شهيدًا قسّاميّا. التحق بصفوف حركة حماس منذ تأسيسها إبان اندلاع الانتفاضة الفلسطينية الأولى.